# Amalthea
Amalthea (græsk: Amaltheia, latin: Amalthea) var i græsk mytologi  en nymfe, der var guden Zeus' plejemor og som opfostrede Zeus med gedemælk og honning da han voksede op på øen Kreta, skjult for sin fader Kronos. Amalthea har til tider taget form af en ged.  